# The Classical Conspiracy
The Classical Conspiracy is een livealbum van de Nederlandse band Epica. Het is de registratie van een concert op 14 juni 2008 in Miskolc in Hongarije tijdens het Miskolc Opera Festival. Epica speelde samen met een 40-delig orkest en een 30-delig koor. Het eerste deel van het concert (de eerste twaalf nummers) bestaat uit bewerkingen van klassieke muziek en filmmuziek van diverse componisten en twee stukken gecomponeerd door Yves Huts (de bassist van de band), voor de rest zijn het nummers van de drie eerdere studioalbums The Phantom Agony, Consign to Oblivion en The Divine Conspiracy.

## Tracklist
| Nr. | Titel                                                | Schrijver(s)                                  | Duur |
| --- | ---------------------------------------------------- | --------------------------------------------- | ---- |
| 1.  | Palladium                                            | Yves Huts                                     | 3:46 |
| 2.  | Dies irae (uit Messa da Requièm)                     | Giuseppe Verdi                                | 2:15 |
| 3.  | Ombra mai fu (uit de opera Xerses)                   | Georg Friedrich Händel                        | 3:06 |
| 4.  | Adagio (uit Symfonie no. 9 "Uit de nieuwe wereld")   | Antonín Dvořák                                | 9:02 |
| 5.  | Spider-Man Medley                                    | Danny Elfman                                  | 4:16 |
| 6.  | Presto (uit De vier jaargetijden)                    | Antonio Vivaldi                               | 3:08 |
| 7.  | Montagues and Capulets (uit Romeo en Julia)          | Sergej Prokofjev                              | 2:11 |
| 8.  | The Imperial March (uit de film Star Wars Episode V) | John Williams                                 | 3:25 |
| 9.  | Stabat Mater Dolorosa (uit Stabat Mater)             | Giovanni Battista Pergolesi                   | 4:31 |
| 10. | Unholy Trinity                                       | Yves Huts                                     | 3:11 |
| 11. | In the Hall of the Mountain King (uit Peer Gynt)     | Edvard Grieg                                  | 3:11 |
| 12. | Pirates of the Caribbean Medley                      | Hans Zimmer/Klaus Badelt                      | 6:44 |
| 13. | Indigo (Prologue)                                    | Mark Jansen, Coen Janssen                     | 2:04 |
| 14. | The Last Crusade (A New Age Dawns, Part I)           | Jansen, Huts, Ad Sluijter                     | 4:18 |
| 15. | Sensorium                                            | Jansen, Sluijter, Coen Janssen, Simone Simons | 5:06 |
| 16. | Quietus (Silent Reverie)                             | Jansen, Sluijter, Janssen, Simons             | 4:22 |
| 17. | Chasing the Dragon                                   | Jansen, Huts, Janssen, Simons                 | 8:03 |
| 18. | Feint                                                | Jansen, Sluijter, Janssen, Simons             | 4:34 |

| Nr. | Titel                                                                | Schrijver(s)                      | Duur  |
| --- | -------------------------------------------------------------------- | --------------------------------- | ----- |
| 1.  | Never Enough                                                         | Simons, Sluijter, Huts            | 5:37  |
| 2.  | Beyond Belief                                                        | Jansen, Sluijter, Simons          | 5:29  |
| 3.  | Cry for the Moon (The Embrace that Smothers, Part IV)                | Jansen, Sluijter, Simons          | 7:44  |
| 4.  | Safeguard to Paradise                                                | Huts, Jansen, Janssen             | 3:59  |
| 5.  | Blank Infinity                                                       | Jansen, Janssen, Simons           | 4:45  |
| 6.  | Living a Lie (The Embrace that Smothers, Part VIII - Simone Version) | Jansen, Huts, Sluijter, Simons    | 5:24  |
| 7.  | The Phantom Agony                                                    | Jansen, Huts, Sluijter            | 10:30 |
| 8.  | Sancta Terra                                                         | Jansen, Sluijter, Simons          | 5:11  |
| 9.  | Illusive Consensus                                                   | Jansen, Sluijter, Janssen, Simons | 5:45  |
| 10. | Consign to Oblivion (A New Age Dawns, Part III)                      | Jansen, Sluijter                  | 12:06 |

## Hitnotering
| "The Classical Conspiracy" in de Nederlandse Album Top 100 - binnen: 16-05-2009 | "The Classical Conspiracy" in de Nederlandse Album Top 100 - binnen: 16-05-2009 | "The Classical Conspiracy" in de Nederlandse Album Top 100 - binnen: 16-05-2009 | "The Classical Conspiracy" in de Nederlandse Album Top 100 - binnen: 16-05-2009 | "The Classical Conspiracy" in de Nederlandse Album Top 100 - binnen: 16-05-2009 | "The Classical Conspiracy" in de Nederlandse Album Top 100 - binnen: 16-05-2009 |
| Week                                                                            | 01                                                                              | 02                                                                              | 03                                                                              | 04                                                                              |                                                                                 |
| ------------------------------------------------------------------------------- | ------------------------------------------------------------------------------- | ------------------------------------------------------------------------------- | ------------------------------------------------------------------------------- | ------------------------------------------------------------------------------- | ------------------------------------------------------------------------------- |
| Nummer                                                                          | 23                                                                              | 42                                                                              | 67                                                                              | 87                                                                              | uit                                                                             |